# Andreaea atlantica
Andreaea atlantica är en bladmossart som beskrevs av Dixon in Christophersen 1960. Andreaea atlantica ingår i släktet sotmossor, och familjen Andreaeaceae. Inga underarter finns listade i Catalogue of Life.